# Xylocopa disconota
Xylocopa disconota är en biart som beskrevs av Heinrich Friese 1914. Xylocopa disconota ingår i släktet snickarbin, och familjen långtungebin. Inga underarter finns listade i Catalogue of Life.

## Bildgalleri

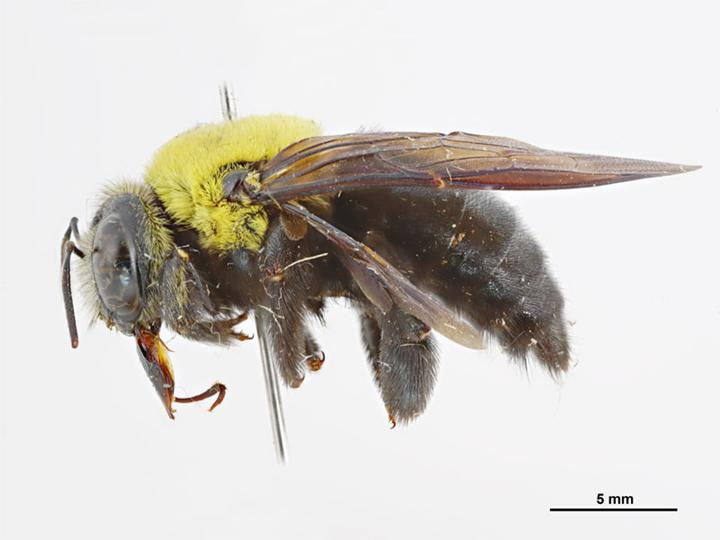
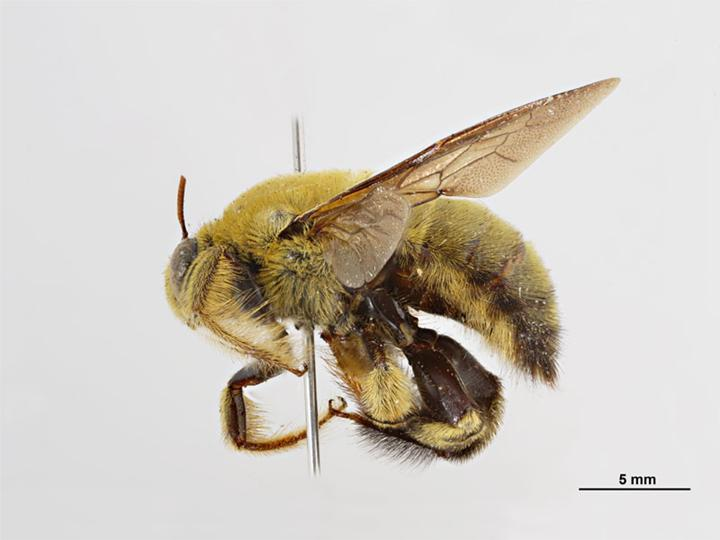